# 3(ili 17)b-hidroksisteroid dehidrogenaza
3(ili 17)b-hidroksisteroid dehidrogenaza (EC 1.1.1.51, beta-hidroksi steroidna dehidrogenaza, 17-ketoreduktaza, 17beta-hidroksi steroidna dehidrogenaza, 3beta-hidroksisteroidna dehidrogenaza, 3beta-hidroksi steroidna dehidrogenaza) je enzim sa sistematskim imenom 3(or 17)beta-hidroksisteroid:NAD(P)+ oksidoreduktaza. Ovaj enzim katalizuje sledeću hemijsku reakciju
testosteron + NAD(P)+ {\displaystyle \rightleftharpoons } androstendion + NAD(P)H + H+
Takođe deluje na druge 3beta- ili 17beta-hidroksisteroide, cf. EC 1.1.1.209 3(ili 17)alfa-hidroksisteroidna dehidrogenaza.

## Literatura
- Nicholas C. Price; Lewis Stevens (1999). Fundamentals of Enzymology: The Cell and Molecular Biology of Catalytic Proteins (Third изд.). USA: Oxford University Press. ISBN 019850229X.
- Eric J. Toone (2006). Advances in Enzymology and Related Areas of Molecular Biology, Protein Evolution (Volume 75 изд.). Wiley-Interscience. ISBN 0471205036.
- Branden C; Tooze J. Introduction to Protein Structure. New York, NY: Garland Publishing. ISBN 0-8153-2305-0.
- Irwin H. Segel. Enzyme Kinetics: Behavior and Analysis of Rapid Equilibrium and Steady-State Enzyme Systems (Book 44 изд.). Wiley Classics Library. ISBN 0471303097.

## Spoljašnje veze
- 3(or+17)beta-hydroxysteroid+dehydrogenase на 